# مهرجان الرياض الدولي للجاز
مهرجان الرياض الدولي للجاز هو مهرجان دولي تنظمه هيئة الموسيقى التابعة لوزارة الثقافة في الرياض عاصمة المملكة العربية السعودية، يشارك فيه مجموعة من الفنانين العالميين والسعوديين، وأقيمت النسخة الأولى منه في فبراير عام 2024م. يهدف المهرجان للاحتفاء بفن الجاز الذي نشأ بداية القرن العشرين في أمريكا.

## مهرجان الجاز الدولي 2024
هي النسخة الأولى للمهرجان، وقد أقيمت بشهر فبراير 2024م لمدة ثلاثة أيام في مسرح ميادين بالدرعية في مدينة الرياض.
- افتتحت الليلة الأولى  الفنانة السعودية نادين لنجاوي المعروفة بـ "فلانة"، تبعتها الفرقة الأسترالية "ذا كات إمباير"، ثم الفنانة البريطانية وعازفة الساكسفون يولاندا بروان.
- الليلة الثانية أدت الفنانة العالمية شاكا خان، تبعتها فرقة كوكوروكو (KOKOROKO)، ثم الفرقة البحرينية "مجاز".
- الليلة الثالثة أدى الفنان العالمي "ماسيغو "Masego، وتبعته فرقة  " Hiatus Kaiyote"، واختتمت الليلة فرقة " Garwasha ".[2]

## تاريخ

### مهرجان الجاز العربي 2022
في يوليو عام 2022 نظمت هيئة الموسيقى "مهرجان الجاز العربي" والذي يعد الانطلاقة الأولى للمهرجان الدولي للجاز، شاركت فيه الفرقة الوطنية السعودية للموسيقى، وفرق من الخليج والعالم العربي وأوروبا، وكان ذلك في "إكسبو في الظهران" في مدينة الدمام شرق السعودية.

### معرض حكايات الجاز
هي فعالية غنائية استعراضية أقيمت في مدينة الرياض في مارس 2022 استعرض فيها أهم التطورات التي جرت على موسيقى الجاز منذ 1920 وحتى 2021.